# Suzuki GN 250
Die Suzuki GN 250 ist ein Motorrad (Softchopper), das im Zeitraum 1982 bis 1999 vom japanischen Hersteller Suzuki gebaut wurde. Ähnliche Modelle wurden von Suzuki als 125er und 400er hergestellt. Der Motor hat vier Ventile, je zwei Einlass- und  Auslassventile. Er ist mit einem Mikuni-Vergaser ausgestattet. Am Vorderrad wird per Scheibenbremse und am Hinterrad per Trommelbremse gebremst. An den meisten Modellen sind Speichenräder zu finden, einige wenige Typen sind auch mit Gussrädern ausgestattet.

## Technische Daten

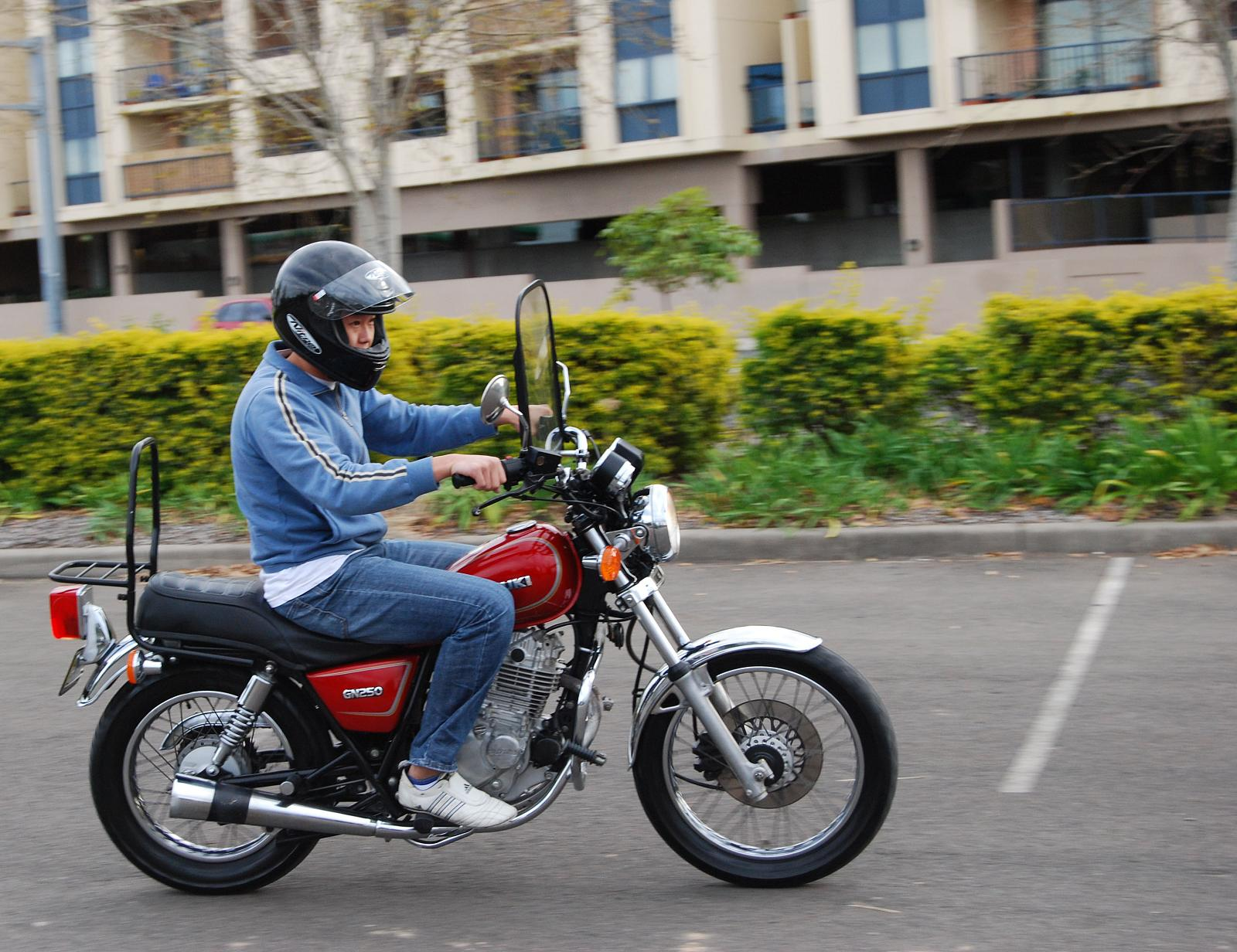
Suzuki GN 250 Riding (Die kleine Verkleidung und der Gepäckträger sind nicht serienmäßig)

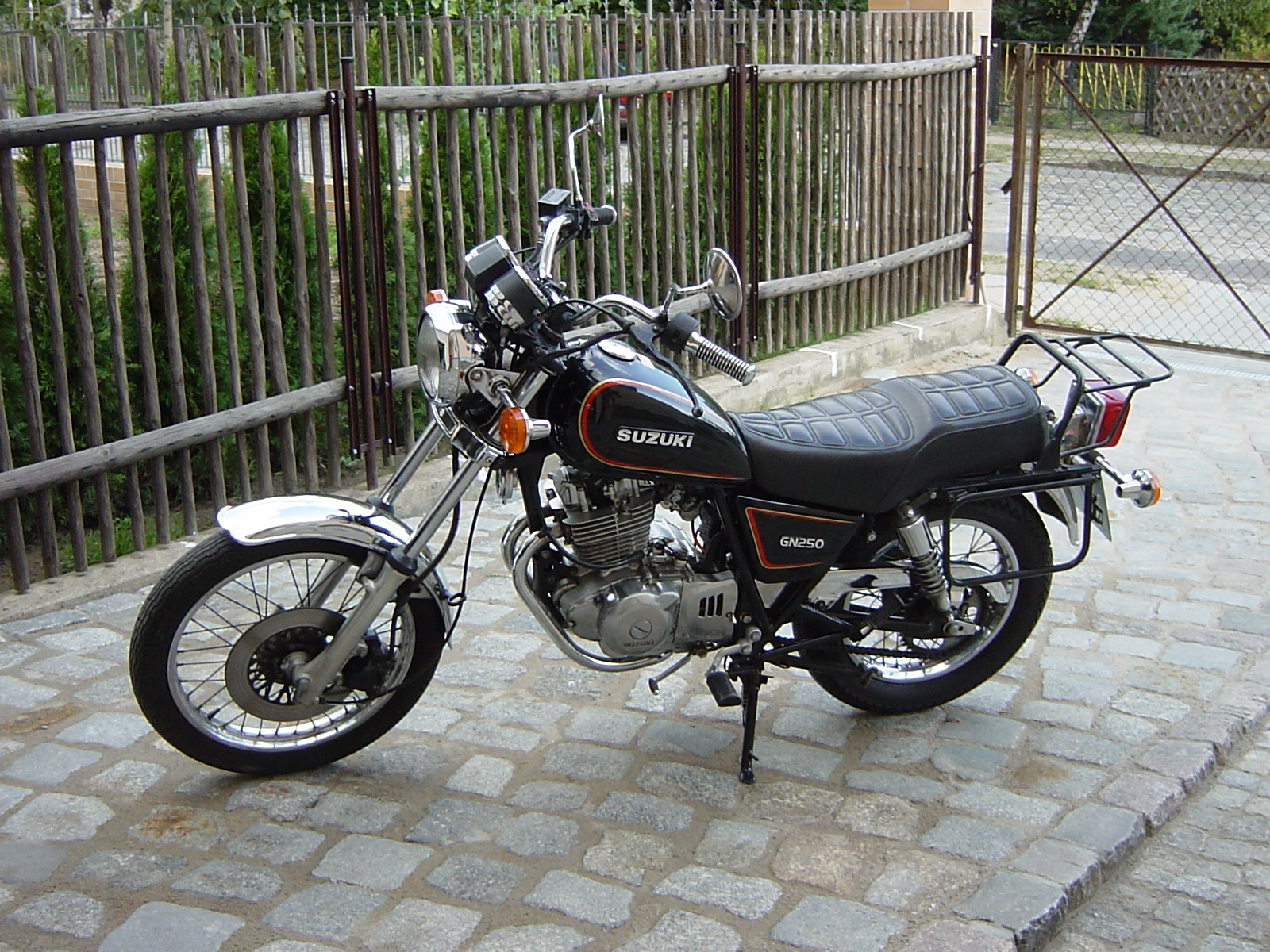
Suzuki GN 250

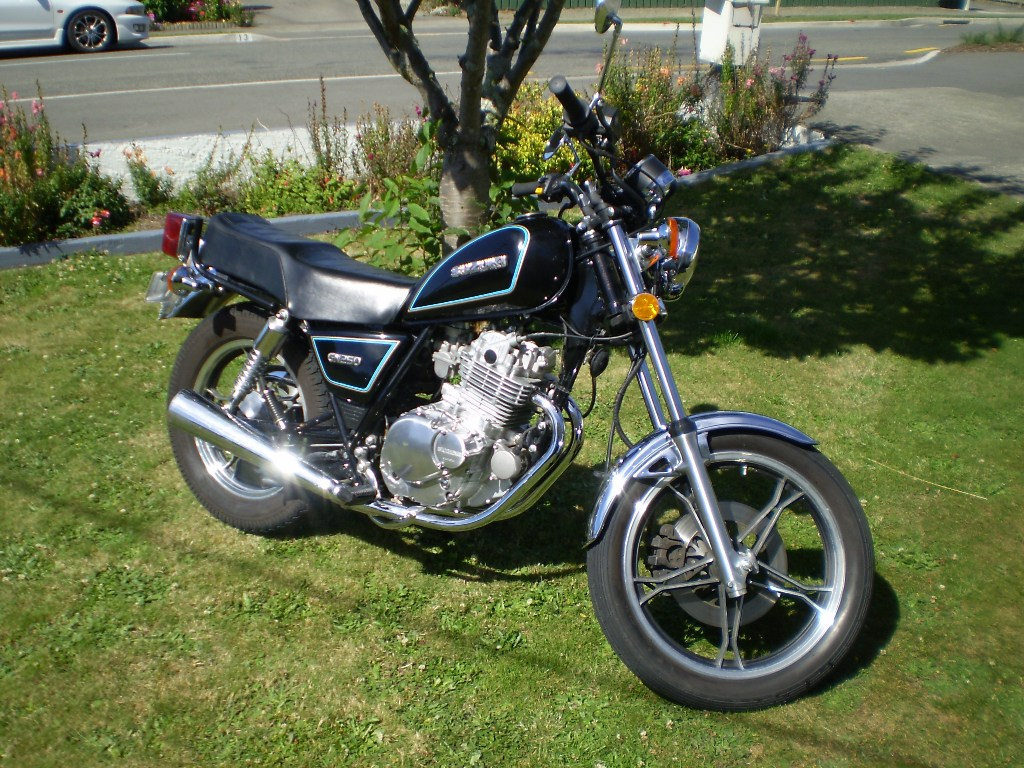
2004 Suzuki GN 250

| Allgemeine Daten     | Allgemeine Daten     |
| -------------------- | -------------------- |
| Anzahl Zylinder      | 1                    |
| Hubraum              | 249 cm3              |
| Bohrung              | 72 mm                |
| Hub                  | 61,2 mm              |
| PS                   | 17 bis 22            |
| kW                   | 13 bis 16,2          |
| Standrohrdurchmesser | 34 mm                |
| Ritzel/Kettenrad     | 15/41 Zähne          |
| Kette                | 100 Glieder          |
| Gewicht vollgetankt  | 140 kg               |
| Tankinhalt/Reserve   | 10/2 l Normal        |
| Verbrauch            | 3,3–4,1 Liter/100 km |

## Motor
Der Motor in der GN 250 stammt aus dem Geländemotorrad Suzuki DR 250 und es gab ihn auch in der Suzuki GZ 250 (Marauder) und der Suzuki TU 250 X (Volty). Er wurde allerdings in einigen Punkten abgeändert. Bei der DR250 hat er einen Kickstarter, eine ältere Elektrik und Zündung. Die späteren Motoren, ab der GN 250, haben (nur noch) einen Elektrostarter, eine moderne dreiphasige 12V-Lichtmaschine sowie eine modernere Zündanlage.
Es ist ein Einzylindermotor mit obenliegender Nockenwelle und vier Ventilen.

## Allgemeine Beschreibung
Eine Sitzhöhe von 73 Zentimetern und ein Gewicht von 140 kg machen die GN 250 zu einem Anfängermotorrad. Sie war bis 1999 in Deutschland als Neufahrzeug erhältlich. Wegen der Bauzeit von 17 Jahren sind noch über 7000 Exemplare der Viertelliter-Maschine auf den Straßen unterwegs (Stand 2005). Modellpflegemaßnahmen gab es nur in geringem Umfang.
- 1988 Seitenständer geändert mit Schalter, vorher selbsteinklappend
- 1991 Geänderte Vergaserabstimmung, Drehmoment nun 16,4 Nm bei 4400/min statt 17,1 Nm bei 6000/min
- 1998 letztes Modelljahr
- 1999 Abverkauf

## Tank
Der Benzintank fasst 10,2 Liter, davon 2 Liter Reserve. Bei Testfahrten wurden Verbräuche von 3,7 bis 4,6 Liter auf 100 Kilometer gemessen. Bis zur Reserve fährt man je nach Fahrweise also 180 bis 220 Kilometer. Die Reserve reicht für maximal 50 Kilometer. Der Benzinhahn hat drei Stellungen für offen, geschlossen und Reserve.

## Testeindrücke
Der kleine Einzylinder-Viertakter mit E-Starter vibriert dank Ausgleichswelle erfreulich wenig, das exakt einrastende Fünfganggetriebe mit leichtgängiger Kupplung ist problemlos zu schalten, und das Fahrwerk mit ausreichend Bodenfreiheit schlägt sich im Einpersonenbetrieb sehr passabel. Unterm Strich ist die Suzuki noch heute ein sehr vernünftiges Tourenmaschinchen. Ohne große Ausstrahlung, aber mit sehr geringen Unterhaltskosten.

## Nachfolgemodell
Das Nachfolgemodell war die Suzuki TU 250 X (Volty). Der Motor blieb großteils unverändert, es gab Modifikationen an anderen Bauteilen. Vom Aussehen und der Anmutung her kann man die TU 250 als „Retro-Motorrad“ bezeichnen. Die TU 250 wurde im deutschsprachigen Raum nicht in großen Stückzahlen verkauft. Seit 2009 wird die TU 250, in abgeänderter Version in Nordamerika angeboten.